# Hornia
Hornia is een geslacht van kevers uit de familie oliekevers (Meloidae).
Het geslacht is voor het eerst wetenschappelijk beschreven in 1877 door Riley.

## Soorten
Het geslacht omvat de volgende soorten:
- Hornia boharti Linsley, 1942
- Hornia gigantea Wellman, 1911
- Hornia mexicana (Dugès, 1889)
- Hornia minutipennis Riley, 1877
- Hornia neomexicana (Cockerell, 1899)